# Natação nos Jogos Olímpicos de Verão da Juventude de 2014 - 50 m livres Moças
As provas de natação' dos' 50 m livres de moças nos Jogos Olímpicos de Verão da Juventude de 2014 decorreram a 21 e 22 de Agosto de 2014 no natatório do Centro Olímpico de Desportos de Nanquim em Nanquim, China. Na final, o Ouro foi ganho pela russa Rozaliya Nasretdinova, Ami Matsuo da Austrália foi Prata e a igualmente russa Daria Ustinova foi Bronze .

## Medalhistas
| Ouro   | RUS Rozaliya Nasretdinova |
| Prata  | AUS Ami Matsuo            |
| Bronze | RUS Daria Ustinova        |

## Resultados da final
| Pos.              | Linha | Nadador                   | Tempo total | Diferença |
| ----------------- | ----- | ------------------------- | ----------- | --------- |
| Medalha de ouro   | 4     | RUS Rozaliya Nasretdinova | 24.88       |           |
| Medalha de prata  | 5     | AUS Ami Matsuo            | 25.27       | +0.39     |
| Medalha de bronze | 3     | RUS Daria Ustinova        | 25.56       | +0.68     |
| 4                 | 6     | LUX Julie Meynen          | 25.57       | +0.69     |
| 5                 | 7     | HKG Bernardette Haughey   | 25.61       | +0.73     |
| 6                 | 8     | SLO Tjasa Pintar          | 25.82       | +0.94     |
| 7                 | 1     | SLO Nastja Govejsek       | 25.95       | +1.07     |
| 8                 | 2     | CHN Qiu Yuhan             | 26.68       | +1.80     |